# Морской музей (США)
Морской музей (англ. Mariners' Museum Музей моряков, полное название The Mariners' Museum and Park Музей и парк моряков) — морской музей в США; специализируется на демонстрации экспонатов, относящихся к морским судам и водоёмам. Один из крупнейших в мире.

## История и деятельность
Был утверждён Конгрессом США и первоначально назывался America’s National Maritime Museum. Библиотека музея — Mariners' Museum Library, переехавшая в 2009 году в кампус университета Кристофера Ньюпорта, содержит самую большую коллекцию морской тематики в Западном полушарии.
Основан в 1930 году Арчером Хантингтоном.  Арчер и его жена, скульптор Анна Хайят, приобрели 800 акров (320 га) земли, чтобы на ней построить выставочные галереи, библиотеку, ландшафтны парк с озером и более 35000 морских экспонатов со всего земного шара.
В настоящее время коллекция музея насчитывает примерно 32000 артефактов, среди которых американские и иностранные миниатюрные модели судов, морская живопись, предметы декоративно-прикладного искусства. Среди художественных работ много картин Джеймса Барда и Антонио Якобсена. Музей предлагает образовательные программы для всех возрастов, большую научную библиотеки с архивом, а также доступ к своим интернет-ресурсам.

## Центр USS Monitor

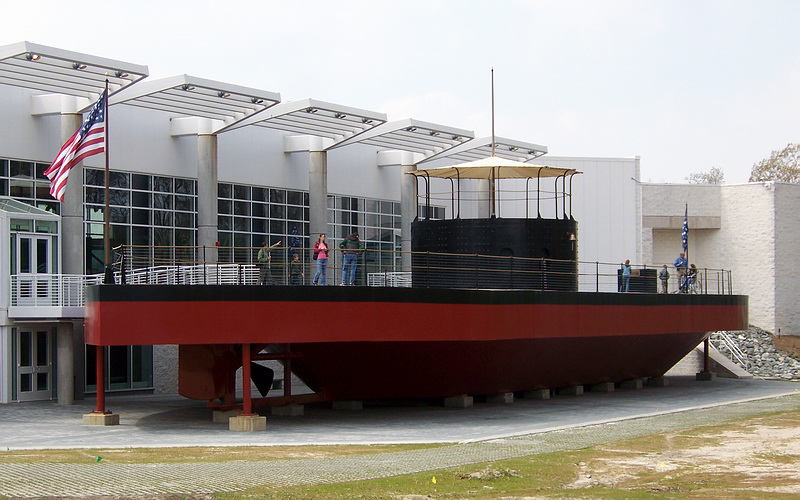
Музейная копия USS Monitor

В Морском музее создан памятный центр первого американского корабля-броненосца USS Monitor. В 1973 году на дне Атлантического океана приблизительно в 16 милях к юго-востоку от мыса Хаттерас, Северная Каролина, были найдены останки корабля, затонувшего в 1862 году во время битвы у Хэмптон Роудс в ходе Гражданской войны в США. В 1986 году место гибели «Монитора» было объявлено национальным историческим памятником и находится под контролем американского Национального управления океанических и атмосферных исследований.
В 1998 году начался подъём крупных частей корабля. Множество артефактов «Монитора», включая бронированную башню, винт, якорь, двигатель и некоторые личные вещи экипажа, были доставлены в Морской музей. В течение нескольких лет они были законсервированы в специальных емкостях для стабилизации металла. Центр USS Monitor  был официально открыт 9 марта 2007 года; здесь находится полномасштабная копия броненосца. Музей открыт ежедневно с 9:00 до 17:00.